# Ibanum
Ibanum is een geslacht van kreeftachtigen uit de klasse van de Malacostraca (hogere kreeftachtigen).

## Soorten
- Ibanum aethes Ng, 1995
- Ibanum bicristatum (de Man, 1899)
- Ibanum pilimanus Ng & Grinang, 2004